# Guardia Costera de Canadá
La Guardia Costera de Canadá (CCG, del inglés Canadian Coast Guard, o GCC, del francés Garde Côtière Canadienne, debido a que ambos idiomas son oficiales en dicho país) es una agencia federal responsable de proporcionar investigación y rescate, ayudas a la navegación, una respuesta a la contaminación del mar, radio marina y prevenir la rotura de casquetes polares. A diferencia de otras guardias costeras, como la Guardia Costera de Estados Unidos, la CCG es una organización civil sin responsabilidades civiles ni ejecución de leyes.
La Guardia Costera de Canadá tiene su sede en Ottawa (Ontario) y es una Agencia de Operación Especial dentro del Departamento de Pesca y Océanos.

## Área geográfica bajo su responsabilidad
La responsabilidad de la CCG abarca los 202,080 kilómetros (109,110 nmi; 125,570 mi) que forman la línea costera de Canadá, la más extensa de cualquier país del mundo. Opera sobre un área oceánica y de aguas interiores cubriendo aproximadamente 8 millones de kilómetros cuadrados.